# Eburia frankiei
Eburia frankiei es una especie de escarabajo longicornio del género Eburia, tribu Eburiini, familia Cerambycidae. Fue descrita científicamente por Noguera en 2002.
Se distribuye por Costa Rica y Panamá.

## Descripción
La especie mide 19,6-25,3 milímetros de longitud. El período de vuelo ocurre en los meses de febrero, marzo, mayo y junio.